# Magnete al neodimio

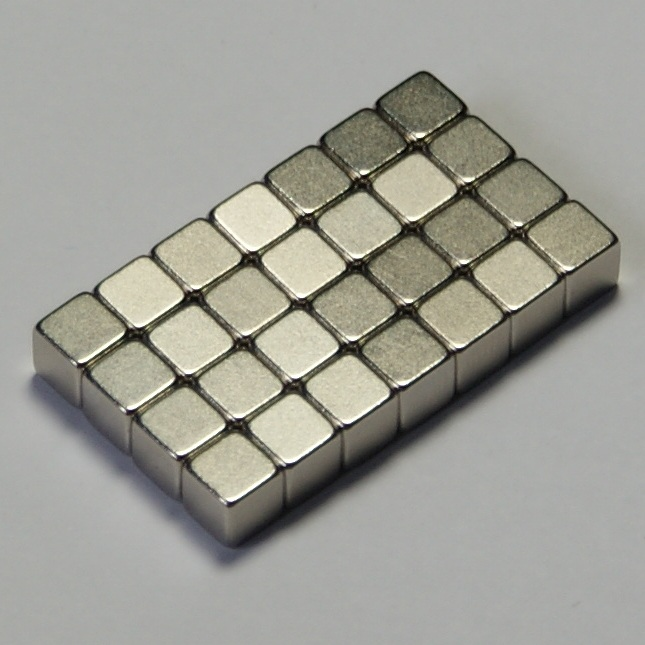
Magneti al neodimio di forma cubica nichelati per proteggerli dalla corrosione

Un magnete al neodimio è un magnete costituito da una lega di boro, ferro e neodimio. Essa è una lega fortemente magnetica; ha un colore bianco-argenteo, è fragile ed è facilmente lesionabile. 
Esistono magneti al neodimio di diversi gradi: il grado è un codice che inizia sempre con la lettera N (abbreviazione di Neodymium) ed è seguito da due cifre (es. N27, N30, N33, N35, N38, N40, N42, N45, N48, N50). Esso sta ad indicare il prodotto d'energia. Un suffisso costituito da una o due lettere dell'alfabeto che talora segue il numero (H, M, SH, EH, UH ecc) sta ad indicare la cosiddetta temperatura di Curie, raggiunta la quale i magneti si smagnetizzano in maniera irreversibile.
I gradi più bassi hanno "meno forza attrattiva", i gradi più alti hanno una forza maggiore.
In commercio esistono magneti con gradi compresi tra N24 e N55, tuttavia i gradi superiori a N52 non sono facilmente reperibili; nei laboratori si è arrivati alla creazione di magneti di grado N56, mentre N64 è il limite teorico.
I magneti al neodimio vengono utilizzati per realizzare hard disk, nel campo medicale, nell'industria in genere (specie nei motori elettrici ad alte prestazioni), negli altoparlanti, negli auricolari e in tutti quei casi in cui è necessaria una fonte magnetica permanente di elevata intensità. 
Le calamite al neodimio vengono rivestite da uno strato anti ossidante di nichel, zinco  o resina epossidica, senza il quale si "sfalderebbero" in poco tempo diventando semplice polvere magnetica.
Magneti più costosi possono essere realizzati impiegando samario o cobalto.